# Paul Horn (Radsportler)
Paul Horn (* 19. September 1940 in Köln) ist ein ehemaliger deutscher Radrennfahrer.

## Sportliche Laufbahn
Horn war im Straßenradsport und im Bahnradsport aktiv. Er war in den 1960er Jahren Mitglied der Nationalmannschaft auf der Straße. Horn gehörte dem Kader des Bundes Deutscher Radfahrer für die Olympiaausscheidungsrennen im Straßenradsport 1964 mit der DDR für die Olympischen Sommerspiele in Tokio an. Horn gewann die Berliner Vier-Etappenfahrt 1964 vor Peter Glemser und holte einen Tageserfolg in dem Etappenrennen. Bei Rund um Köln wurde er hinter Wilfried Peffgen Zweiter. Im Circuit des Mines gewann er eine Etappe. 1960 war er Dritter der nationalen Meisterschaft im Mannschaftszeitfahren geworden.
Auf der Bahn gewann er 1964 das traditionsreiche Zweier-Mannschaftsfahren um den Silbernen Adler von Köln mit Axel Ippen als Partner. Er startete für den Verein RC Adler Köln.
1965 fuhr er eine Saison als Berufsfahrer im Radsportteam Ruberg. Er blieb als Radprofi ohne Erfolge.